# John Russell Fearn
John Francis Russell Fearn (geboren am 5. Juni 1908 in Worsley, Lancashire; gestorben am 18. September 1960 in Blackpool, Lancashire) war ein britischer Autor von Science-Fiction, Krimis und Western.
Fearn war extrem produktiv und verfasste ab Mitte der 1930er Jahre bis zu seinem Tod auch unter Verwendung zahlreicher Pseudonyme über 100 Romane und über 200 Kurzgeschichten.
Zu seinen häufiger verwendeten Pseudonymen gehören Vargo Statten, Volsted Gridban, Thornton Ayre und Polton Cross.

## Leben
Fearn war der Sohn des Tuchhändlers John Slate Fearn und der Sekretärin Florence Rose, geborene Armstrong. Er besuchte von 1919 bis 1924 die Chorlton High School in Chorlton-cum-Hardy. Von 1925 bis 1929 arbeitete er in der Firma seines Vaters, danach bis 1930 als Anwaltsgehilfe und 1931 als Ausstellergehilfe im Vergnügungspark Blackpool Pleasure Beach. 1931 verkaufte er eine erste Kurzgeschichte, Hands That Speak, an das Magazin Film Weekly und lebte fortan als freier Schriftsteller. Während des Krieges arbeitete er ab 1942 in einer Munitionsfabrik und als Filmvorführer. Danach arbeitete er wieder bis zu seinem Tod als Schriftsteller. Von 1954 bis 1956 war er Herausgeber des Vargo Statten Science Fiction Magazine, das auch unter den Titeln British Science Fiction Magazine und British Space Fiction Magazine erschien, und für das er – häufig unter dem Verlagspseudonym Vargo Statten – auch zahlreiche Beiträge lieferte.
Er lebte vorwiegend in Blackpool, mit Ausnahme einer Episode in Brighton 1937. Nach Auskunft von Philip Harbottle war Fearn sehr aktiv in verschiedenen Schriftstellervereinen und unterstützte andere Autoren oft und bereitwillig. Zusammen mit seiner Frau Married Carrie, die er im August 1957 geheiratet hatte und die Schauspielerin war, soll er in verschiedenen Theaterproduktionen aufgetreten sein und auch selbst einige Stücke geschrieben haben.
Fearn war einer der ersten Autoren, der auch auf dem nordamerikanischen Markt sehr erfolgreich war und der den Umstieg von den Pulp-Magazinen auf Taschenbuchveröffentlichungen in den 1940er Jahren früh mitvollzog. Es gibt relativ wenig deutsche Übersetzungen seiner Erzählungen, die vorwiegend in Heftromanreihen erschienen, deutlich erfolgreicher war Fearn dagegen in Italien.
Fearn scheute nicht davor zurück, sich bei den Erfindungen erfolgreicher Kollegen zu bedienen, insbesondere bei Edgar Rice Burroughs. So sind Emperor of Mars, Warrior of Mars, Red Men of Mars und Goddess of Mars (alle 1950) Nachempfindungen der Burroughschen Marsromane, während The Gold of Akada und Anjani the Mighty (beide 1951 unter dem Pseudonym Earl Titan) offensichtliche Anleihen bei Tarzan nehmen.
Fearns erfolgreichste Figur war Violet Ray, bekannt als Golden Amazon, eine SF-Superheldin, die im Juli 1939 erstmals in dem US-Pulp-Magazin Fantastic Adventures erschien. 1944 veröffentlichte er einen ersten Golden Amazon-Roman, der in Fortsetzungen im Toronto Star Weekly abgedruckt so erfolgreich war, dass über 10 Roman-Fortsetzungen und mehrere Kurzgeschichten folgten. Die Buchveröffentlichungen sind dabei keine reinen Fix-ups von zuvor in Magazinen erschienenem Material, sondern ganz eigenständige Romane. Die Erzählungen aus den Magazinen erschienen 2006 herausgegeben von Philip Harbottle unter dem Titel The Golden Amazon of Venus.
1960 starb Fearn mit 52 Jahren in Blackpool an einem Herzinfarkt.

## Rezeption
Bei einem ausgewiesenen Vielschreiber sind herablassende Bewertungen des Werks wenig überraschend. So konstatiert das Lexikon der Science Fiction Literatur in dem knappen Artikel über Fearn knapp: „Sein Werk blieb von geringer Bedeutung.“ Und die Encyclopedia of Science Fiction bescheinigt ihm „wilde Phantasien, doch seine besten Arbeiten sind kräftig und gelegentlich lebendig“.
Jedenfalls blieben seine Arbeiten nicht ohne Wirkung in der Science-Fiction. So führt er in seiner ersten SF-Erzählung The Intelligence Gigantic, die 1933 in Amazing Stories erschien, die Idee der nur zu einem geringen Teil genutzten „Gehirnkapazität“ ein, die später von John W. Campbell aufgenommen wurde (The Double Minds, 1937) und weiteren reichlichen Niederschlag bei Heinlein und anderen fand.
In Liners of Time (1935) und dem Sequel Zagribud (1937) erscheint die Idee der Manipulation von Zeitlinien und deren Gefahren, später ausgeführt beispielsweise von Jack Williamson (The Legion of Time, 1938) und Isaac Asimov (The End of Eternity, 1955). Doch seine durchaus vorhandene Originalität und sein handwerkliches Geschick halfen ihm langfristig nichts und als nachhaltig schädlich für seinen Ruf als SF-Autor erwiesen sich vor allem die Jahre, in denen er als Vargo Statten für Scion Ltd. Fließbandarbeiten produzierte und ältere Arbeiten zweitverwertete.
Philip Harbottle zufolge sollen sich in seinem Nachlass 1979 noch eine ganze Reihe unveröffentlichter Erzählungen im Stil von Howard und Burroughs sowie ein Golden Amazon-Roman befunden haben.
Ob diese inzwischen veröffentlicht wurden, bleibt unklar, jedenfalls gab es in den 2000er Jahren eine ganze Reihe postumer Veröffentlichungen bei Gryphon Books und Wildside Press. Es wurden auch viele seiner zu Lebzeiten veröffentlichten Romane und Erzählungen – nun nicht mehr unter Pseudonym – von SF-Spezialverlagen neu aufgelegt.

## Bibliographie
SF-Romane
- Liners of Time (1935, 1947)
- Zagribud (1937, auch als Science Metropolis, 1952, als Vargo Statten)
- The Golden Amazon (1944)
- Within That Room! (1946)
- Slaves of Ijax (1947)
- The Golden Amazon Returns (1948, auch als The Deathless Amazon, 1955)
- Conquest of the Amazon (1949)
- Lord of Atlantis (1949)
- Operation Venus (1949, als Vargo Statten)
- The Trembling World (1949, als Astron del Martia, auch als Legacy from Sirius, 2012)
- Account Settled (1949, als John Russell)
- Annihilation! (1950, als Vargo Statten, auch als Fool’s Paradise, 2009)
- Emperor of Mars (1950)
- Goddess of Mars (1950)
- Inferno! (1950, als Vargo Statten)
- Red Men of Mars (1950)
- The Cosmic Flame (1950, als Vargo Statten)
- The Micro Men (1950, als Vargo Statten)
- Warrior of Mars (1950)
- Triangle of Power (1950)
- Wanderer of Space (1950, als Vargo Statten)
- 2,000 Years On (1950, als Vargo Statten)
- Nebula X (1950, als Vargo Statten)
- The Sun Makers (1950, als Vargo Statten)
- Anjani the Mighty (1951, als Earl Titan)
- Born of Luna (1951, als Vargo Statten)
- Cataclysm (1951, als Vargo Statten)
- Dawn of Darkness (1951, als Astron del Martia)
- Deadline to Pluto (1951, als Vargo Statten)
- The Catalyst (1951, als Vargo Statten)
- The Devouring Fire (1951, als Vargo Statten)
- The New Satellite (1951, als Vargo Statten)
- The Petrified Planet (1951, als Vargo Statten)
- What Happened to Hammond? (1951, als Hugo Blayn)
- The Avenging Martian (1951, als Vargo Statten)
- Space Pirates (1951, als Astron del Martia)
- The Red Insects (1951, als Vargo Statten)
- The Amethyst City (1951)
- The Gold of Akada (1951, als Earl Titan)
- The Renegade Star (1951, als Vargo Statten)
- Interstellar Espionage (1952, als Astron del Martia)
- The G-Bomb (1952, als Vargo Statten)
  - Deutsch: Pulverfaß Erde. Pabel (Utopia Zukunftsroman #211), 1960.
- The Inner Cosmos (1952, als Vargo Statten)
- The Space Warp (1952, als Vargo Statten)
- The Time Bridge (1952, als Vargo Statten)
- The Eclipse Express (1952, als Vargo Statten)
- The Man from Tomorrow (1952)
- Laughter in Space (1952, als Vargo Statten)
- The Last Martian (1952, als Vargo Statten)
- Across the Ages (1952, als Vargo Statten)
- The Time Trap (1952, als Vargo Statten)
- Daughter of the Golden Amazon (1952)
- Quorne Returns (1952)
- To the Ultimate (1952, als Vargo Statten)
- A Thing of the Past (1953, als Volsted Gridban)
- Black Bargain (1953, als Vargo Statten)
- Exit Life (1953, als Volsted Gridban)
- Moons for Sale (1953, als Volsted Gridban)
- Odyssey of Nine (1953, als Vargo Statten)
- Scourge of the Atom (1953, als Volsted Gridban)
- The Amazon’s Diamond Quest (1953)
- The Black Avengers (1953, als Vargo Statten)
- The Dust Destroyer (1953, als Vargo Statten)
- The Dyno-Depressant (1953, als Volsted Gridban)
- The Golden Amazon’s Triumph (1953)
- The Magnetic Brain (1953, als Volsted Gridban)
- Ultra Spectrum (1953, als Vargo Statten)
- Dark Boundaries (1953, als Paul Lorraine)
  - Deutsch: Grenze zwischen den Welten. Pabel (Utopia Grossband #4), 1954.
- Black-Wing of Mars (1953, als Vargo Statten, auch als Winged Pestilence)
- Z-Formations (1953, als Brian Shaw)
- Zero Hour (1953, als Vargo Statten, auch als Fugitive of Time, 2012)
- “Pioneer, 1990” (1953, als Vargo Statten)
- Liquid Death (1953, als Griff)
- The Central Intelligence (1953)
- The Interloper (1953, als Vargo Statten)
- Man of Two Worlds (1953, als Vargo Statten)
- The Lie Destroyer (1953, als Vargo Statten)
- The Master Must Die (1953, als Volsted Gridban)
- 1,000-Year Voyage (1954, als Vargo Statten)
- I Came – I Saw – I Wondered (1954, als Volsted Gridban)
  - Deutsch: Mister Seacombe, der Besucher vom Mars. Erber SF #16, 1977.
- I Spy (1954, als Vargo Statten)
- The Amazon Strikes Again (1954)
- The Frozen Limit (1954, als Volsted Gridban)
- The Genial Dinosaur (1954, als Volsted Gridban)
- Twin of the Amazon (1954)
- Voice of the Conqueror (1954, auch als The Conqueror’s Voice)
- The Grand Illusion (1954, als Vargo Statten)
- The Purple Wizard (1954, als Volsted Gridban)
- A Time Appointed (1954, als Vargo Statten)
- The Lonely Astronomer (1954, als Volsted Gridban)
- The Multi-Man (1954, als Vargo Statten)
- Wealth of the Void (1954, als Vargo Statten)
- Creature from the Black Lagoon (1954, als Vargo Statten, Romanfassung des gleichnamigen Films, deutsch Der Schrecken vom Amazonas)
- Earth 2 (1955, als Vargo Statten)
- Here and Now (1955, als Vargo Statten)
- The Silvered Cage (1955, als Hugo Blayn)
- The Cosmic Crusaders (1955)
- Parasite Planet (1955)
- Robbery Without Violence (1957)
- Climate Incorporated (1959)
- The Slitherers (1970)
- No Grave Need I (1984, auch als The Empty Coffins, 2009)
- Land’s End — Labrador (2005)
- Vision Sinister (2005)
- Duel with Colossus (2005)
- Lords of Creation (2005)
- Earth Divided (2005)
- Ghost World (2005)
- Standstill Planet (2005)
- Chameleon Planet (2006, mit Philip Harbottle)
- The Golden Amazon of Venus (2006)
- Prisoner of Time (2008)
- The Silent World (2011)
- Within That Room! A Tale of Horror (2012)
- World Beneath Ice (2012)

SF-Kurzgeschichten
- The Intelligence Gigantic (1933, 1943)
- The Man Who Stopped the Dust (1934)
- The Brain of Light (1934)
- Invaders from Time (1934)
- He Never Slept (1934)
- Before Earth Came (1934)
- Earth’s Mausoleum (1935)
- The Blue Infinity (1935)
- Mathematica (1936)
- Mathematica Plus (1936)
- Subconscious (1936)
- Deserted Universe (1936)
- The Great Illusion (1936, nur Teil 5 von Fearn)
- Dynasty of the Small (1936)
- Portrait of a Murderer (1936, auch als Experiment in Murder, 1946)
- The Stain That Grew (1936)
- Seeds from Space (1937)
- Superhuman (1937, als Geoffrey Armstrong)
- Metamorphosis (1937)
- Brain of Venus (1937)
- Worlds Within (1937)
- Menace from the Microcosm (1937)
- Death Asks the Question (1937)
- Beast of the Tarn (1937)
- Penal World (1937, als Thornton Ayre)
- Dark Eternity (1937)
- The Red Magician (1938)
- Through Earth’s Core (1938)
- Red Heritage (1938)
- The Mental Ultimate (1938, als Polton Cross)
- Whispering Satellite (1938, als Thornton Ayre)
- The Degenerates (1938, als Polton Cross)
- Lords of 9016 (1938)
- A Summons from Mars (1938, auch als Debt of Honour, 2016)
- The Master of Golden City (1938, als Polton Cross)
- Wings Across the Cosmos (1938, als Polton Cross)
- Glass Nemesis (1938)
- Locked City (1938, als Thornton Ayre)
- Death at the Observatory (1938)
- The Secret of the Ring (1938, als Thornton Ayre, auch als The Circle of Life, als )
- The Wailing Hybrid (1938)
- The Misty Wilderness (1938)
- Lunar Intrigue (1939, als Thornton Ayre)
- The Golden Amazon (1939, als Thornton Ayre)
- The Black Empress (1939)
- The World That Dissolved (1939, als Polton Cross)
- World Without Chance (1939, als Polton Cross)
- Climatica (1939)
- Leeches from Space (1939, als Ephraim Winiki)
- Outlaw of Saturn (1939, als John Cotton)
- Valley of Pretenders (1939, als Dennis Clive)
- Science Fiction – 1950 (1939)
- The Martian Avenger (1939, als Polton Cross)
- World Without Women (1939, als Thornton Ayre)
- Secret of the Buried City (1939)
- Microbes from Space (1939, als Thornton Ayre, auch als Murmuring Dust, 1955, als Herbert Lloyd)
- Moon Heaven (1939, als Dom Passante)
- World Without Death (1939, als Polton Cross)
- She Walked Alone (1939)
- Face in the Sky (1939, als Thornton Ayre)
- The Jewels from the Moon (1939, als Ephraim Winiki)
- World Beneath Ice (1939, als Polton Cross)
- Earth Asunder! (1939, als Ephraim Winiki)
- Thoughts That Kill (1939)
- Frigid Moon (1939, als Dennis Clive)
- The Man from Hell (1939, als Polton Cross)
- After Doomsday (1940, als John Cotton)
- Laughter Out of Space (1940, als Dennis Clive)
- Mystery of the White Raider (1940, als Thornton Ayre)
- Special Agent to Venus (1940, als Thornton Ayre)
- The Amazon Fights Again (1940, als Thornton Ayre)
- The Flat Folk of Vulcan (1940, als Dennis Clive)
- Wedding of the Forces (1940, als Polton Cross)
- World Reborn (1940, als Thornton Ayre)
- The Man Who Saw Two Worlds (1940, als Thornton Ayre, auch als Blind Vision, 2013)
- Chameleon Planet (1940, als Polton Cross)
- White Outcast (1940)
- Eclipse Bears Witness (1940, als Ephraim Winiki)
- Men Without a World (1940, als Dom Passante)
- Phantom from Space (1940)
- The Case of the Murdered Savants (1940, als Thornton Ayre)
- War of the Scientists (1940)
- The Cosmic Juggernaut (1940)
- He Conquered Venus (1940)
- The Voice Commands (1940, als Dennis Clive)
- Secret of the Moon Treasure (1940, als Thornton Ayre)
- Domain of Zero (1940, als Thornton Ayre)
- The Man Who Sold the Earth (1940, als Thornton Ayre)
- Island in the Marsh (1940, als Thornton Ayre)
- Queen of Venus (1940)
- The Onslaught from Below (1940, als John Cotton)
- Twilight of the Tenth World (1940, als Thornton Ayre)
- The Golden Amazon Returns (1941, als Thornton Ayre)
- The Man Who Bought Mars (1941, als Polton Cross)
- The Cosmic Derelict (1941)
- Science from Syracuse (1941, als Polton Cross)
- The Last Secret Weapon (1941, als Polton Cross)
- The Creation’s End (1941)
- The World in Wilderness (1941, als Thornton Ayre)
- Lunar Concession (1941, als Thornton Ayre)
- Across the Ages (1941, als Dom Passante)
- Mystery of the Martian Pendulum (1941, mit Raymond A. Palmer, als Thornton Ayre und A. R. Steber)
- Outcasts of Eternity (1942, als Polton Cross)
- Prisoner of Time (1942, als Polton Cross)
- The Mental Gangster (1942, als Thornton Ayre)
- Arctic God (1942, als Frank Jones)
- Destroyer from the Past (1942, als Polton Cross)
- Martian Miniature (1942)
- The Case of the Mesozoic Monsters (1942, als Thornton Ayre)
- The Last Hours (1942, auch als Nemesis)
- Vampire Queen (1942, als Thornton Ayre)
- The Silver Coil (1942, als Thornton Ayre)
- Children of the Golden Amazon (1943, als Thornton Ayre)
- Lunar Vengeance (1943, als Thornton Ayre)
- Wanderer of Time (1944, als Polton Cross)
- The Devouring Tide (1944, als Polton Cross)
- The Ultimate Analysis (1944)
- Mark Grayson Unlimited (1945, als Polton Cross)
- Aftermath (1945)
- Interlink (1945)
- Space Trap (1945, als Polton Cross)
- From Afar (1946)
- Pre-Natal (1946)
- Other Eyes Watching (1946, als Polton Cross)
- The Unbroken Chain (1946)
- Knowledge Without Learning (1946, als K. Thomas)
- Solar Assignment (1946, als Mark Denholm)
- Sweet Mystery of Life (1946)
- The Vicious Circle (1946, als Polton Cross)
- Twilight Planet (1946, als Polton Cross)
- White Mouse (1946, als Thornton Ayre)
- The Multillionth Chance (1946)
- Last Conflict (1946)
- The Arbiter (1947)
- Chaos (1947, als Polton Cross)
- Ultra Evolution (1948, als Polton Cross)
- After the Atom (1948)
- Black-Out (1950, auch als Black Saturday)
- Stranger in Our Midst (1950)
- De-Creation (1952, als Vargo Statten)
- Worlds to Conquer (1952, als Vargo Statten)
- Flight of the Vampires (1952)
- Cosmic Exodus (1953, als Conrad G. Holt)
- The Hell Fruit (1953, als Lawrence F. Rose)
  - Deutsch: Tödlicher Rausch. Pabel (Utopia Zukunftsroman #368), 1963.
- Man in Duplicate (1953, als Vargo Statten)
  - Deutsch: Der Doppelgänger. Pabel (Utopia Zukunftsroman #164), 1959.
- Survivor of Mars (1953, als Vargo Statten)
- Waters of Eternity (1953, als Mark Denholm)
- Brief Gods (1954)
- Beyond Zero (1954, als Vargo Statten)
- March of the Robots (1954, als Volsted Gridban)
- The Copper Bullet (1954)
- A Saga of 2270 A.D. (1954, als Volsted Gridban)
- Before Atlantis (1954, als Vargo Statten)
- The Master Mind (1954, als Vargo Statten)
- The Others (1954, als Volsted Gridban)
- Alice, Where Art Thou? (1954, als Volsted Gridban)
- It Came from Outer Space (1954, als uncredited)
- Reverse Action (1954, als Vargo Statten)
- Rim of Eternity (1954, als Vargo Statten)
- Something from Mercury (1954, als Vargo Statten)
- A Matter of Vibration (1955, als Vargo Statten, auch als Ice Maiden)
- Three’s a Crowd (1955, als Vargo Statten)
- Second Genesis (1956, als Vargo Statten)
- World Out of Step (1956)
- Kingpin Planet (1957)
- The Shadow People (1957)
- World in Reverse (1958)
- Manton’s World (1958)
- Dwellers in Darkness (1958)
- World in Duplicate (1959)
- Judgment Bell (1960)
- Into the Unknown (1970)
- The Ghost Sun (1970, mit Sydney J. Bounds)
- Rule of the Brains (1970)
- The Slitherers (1970)
- Black Outlook (1991)
- He Walked on Air (1991)
- Thoughts That Kill (1997, mit Ron Turner und Philip Harbottle)
- The Silver Disc (1998, mit Sydney J. Bounds)
- A Matter of Vibration (1999, mit Sydney J. Bounds)
- Later Than You Think (2000)
- Endless Day (2001)
- The Thirty-First of June (2002)
- Boomerang (2002)
- Foolproof (2002)
- Last Extra (2002)
- Safety in Numbers (2002)
- The Black Terror (2003)
- The Frozen Limit (2003)
- Z Formations (2003)
- I, Spy (2006)

Weitere Romane (Krimi, Western, Abenteuer)
- Black Maria, M. A (1944, als John Slate)
- Maria Marches On (1945, als John Slate)
- One Remained Seated (1946, als John Slate)
- They Arm Alone (1947, als John Slate)
- The Test of Love (1947, anonym erschienen)
- The Flying Horseman (1947)
- Except for One Thing (1947, als Hugo Blayn)
- The Five Matchboxes (1948, als Hugo Blayn)
- The Avenging Ranger (1948)
- Framed in Guilt (1948, als John Slate)
- Rustlers Canyon (1948)
- Thunder Valley (1948)
- Yellow Gulch Law (1948)
- Dead Man’s Shoes (1949)
- Outlaw's Legacy (1949, als Clem Larson)
- Six-Gun Prodigal (1949, als Hank Cole)
- Account Settled (1949, als John Russell)
- Six-Guns Shoot to Kill (1949, als Hank Carson)
- Gunsmoke Valley (1949)
- Stockwhip Sheriff (1949, als Polton Cross)
- Valley of the Doomed (1949)
- Murder’s a Must (1949)
- Tornado Trail (1949)
- Arizona Love (1950)
- Aztec Gold (1950)
- Death in Silhouette (1950, als John Slate)
- Flashpoint (1950, als Hugo Blayn)
- Ghost Canyon (1950)
- Merridew Rides Again (1950)
- Rattlesnake (1950)
- Skeleton Pass (1950)
- Bonanza (1950)
- Firewater (1950)
- Hell’s Acres (1950, als Mick McCoy)
- Lead Law (1950)
- Merridew Marches On (1951)
- The Hanging 9 (1951)
- Guntoter from Kansas (1951, als Jed McNab)
- Injun Canyon (1951, als Jed McNab)
- Golden Canyon (1951)
- The Gold of Akada (1951, als Earl Titan)
- Anjani the Mighty (1951, als Earl Titan)
- What Happened to Hammond? (1951, als Hugo Blayn)
- Killer’s Legacy (1952)
- Merridew Fights Again (1952)
- Merridew Follows the Trail (1953)
- Liquid Death (1953, als Griff)
- Don’t Touch Me (1953, als Spike Gordon)
- You Take the Rap (1953, als Spike Gordon)
- Shattering Glass (1953, als Frank Russell)
- Vision Sinister (1954, als Nat Karta)
- The Silvered Cage (1955, als Hugo Blayn)
- Accident Trail (1955, als Jed McCloud)
- Feather-Fist Jones (1955, als Jed McCloud)
- SheriffofDeadman’s Bend (1956, als Jed McCloud)
- Phantom Avenger (1956, als Jed McCloud)
- Navajo Vengeance (1956)